# Club Atlético Empalme
El Club Atlético Empalme es una Institución social y deportiva fundada el 11 de noviembre de 1911 en Empalme Villa Constitución, en la provincia de Santa Fe, Argentina.

## Colores
Sus colores son celeste y blanco. Su escudo tiene tres franjas verticales siendo las laterales celestes y la central blanca.

## Disciplinas
Entre las disciplinas que se practican en dicha institución se encuentran Fútbol, Tenis, Voleibol, Gimnasia artística, Hockey sobre césped y Patinaje artístico sobre ruedas.
En su historia se destacó en Pádel obteniendo logros a nivel nacional.

## Fútbol
Su principal disciplina es el Fútbol. De sus canchas han salido grandes jugadores como Abel Balbo, Alfredo Berti, Sergio Berti, Ariel Graziani, Gustavo Raggio y muchos jugadores más que llegaron a jugar en primeras divisiones en distintos países del mundo y en selecciones nacionales.
En su cancha se pudo recibir en varias oportunidades a los seleccionados juveniles argentinos en encuentros por eliminatorias y a beneficio.
Participa de la Liga de Fútbol Regional del Sud donde es el segundo equipo con más campeonatos obtenidos compartiendo sus  15 copas con el club atlético riberas del Paraná y el arroyo seco Athletic club el primero es el club atlético porvenir talleres con  17 títulos en sus vitrinas. 
En la década de 1990' logró una absoluta superioridad sobre los otros clubes de la región, ganando campeonato tras campeonato y goleando a sus rivales.
El último campeonato obtenido fue el Apertura 2024 consagrándose campeón como local ante riberas del Paraná con un global de 3 a 2 . Los goles fueron convertidos por Tobías Medina en la ida, y en la vuelta por Juan Duarte y Valentín Stizza para darle el título al "verde" luego de 12 años sin salir campeón. 
Con ese título le saca 14 ligas a su clásico Empalme central al que eliminó en este campeonato Por tanda de penales en su cancha después de que los dos partidos terminaran 0 a 0 también le ganó en la tercera fecha de la liga 3 a 1 repitiendo nuevamente la historia clásica, victoria para el verde,teniendo otras vez el mejor clásico de la zona en sus manos.

## Su Camiseta
Su camiseta respeta los colores del escudo. Tres franjas verticales iguales, siendo las laterales celestes y la central blanca.
Su camiseta alternativa comprende de siete franjas horizontales, alternando dos tonos de verde.

## Apodo
Su apodo es "El Verde".
Si bien el apodo no va con los colores de la Institución cuenta la historia que en algún punto de la historia que se dificulta precisar, Atlético Empalme disputaba un partido una tarde lluvia. El agua hizo que los colores de la camiseta se destiñeran quedando de un color verdoso y el árbitro del encuentro para identificar al equipo al momento de otorgarles algún lateral o falta, los identificaba como "los verdes".
En la actualidad es común ver sus tribunas predominar el color verde sobre el celeste y blanco original, sin embargo las indumentarias e identificativos son siempre celestes y blanco.

## Microturismo
El Club Atlético Empalme es también reconocido por su gran pileta natatorio, balneario, de 100 metros de largo.
Durante los meses de diciembre, enero y febrero; miles de personas de todas partes del país pero sobre todo de las regiones vecinas visitan diariamente su campin rodeado de hermosa arboleda y suave césped que rodea la famosa pileta.